# Cantón de Saint-Nicolas-de-Redon
El cantón de Saint-Nicolas-de-Redon era una división administrativa francesa, que estaba situada en el departamento de Loira Atlántico y la región de Países del Loira.

## Composición
El cantón estaba formado por cuatro comunas:
- Avessac
- Fégréac
- Plessé
- Saint-Nicolas-de-Redon

## Supresión del cantón de Saint-Nicolas-de-Redon
En aplicación del Decreto n.º 2014-243 de 25 de febrero de 2014, el cantón de Saint-Nicolas-de-Redon fue suprimido el 22 de marzo de 2015 y sus 4 comunas pasaron a formar parte del nuevo cantón de Pontchâteau .